# Don Inverarity
Pour les articles homonymes, voir Inverarity.
Don Inverarity est un homme politique (yukonnais) canadien. Il est un ancien député qui représente de la circonscription de Porter Creek Sud à l'Assemblée législative du Yukon de 2006 à 2011.
Il est un membre du Parti libéral yukonnais.
Lors de l'élection yukonnaise du 11 octobre 2011, il fut défait par Mike Nixon